# Comuna Kopenkuvate, Novoarhanhelsk
Kopenkuvate (în ucraineană Копенкувате) este o comună în raionul Novoarhanhelsk, regiunea Kirovohrad, Ucraina, formată din satele Borșciova, Kopenkuvate (reședința) și Șevcenka.

## Demografie
Componența lingvistică a comunei Kopenkuvate
     Ucraineană (98,56%)
     Rusă (1,12%)
     Alte limbi (0,24%)
Conform recensământului din 2001, majoritatea populației comunei Kopenkuvate era vorbitoare de ucraineană (98,56%), existând în minoritate și vorbitori de rusă (1,12%).